# Saint-Hilaire-sur-Risle
Saint-Hilaire-sur-Risle és un municipi francès situat al departament de l'Orne i a la regió de Normandia. L'any 2007 tenia 315 habitants.

## Demografia

### Població
El 2007 la població de fet de Saint-Hilaire-sur-Risle era de 315 persones. Hi havia 144 famílies de les quals 44 eren unipersonals (24 homes vivint sols i 20 dones vivint soles), 52 parelles sense fills, 40 parelles amb fills i 8 famílies monoparentals amb fills.
La població ha evolucionat segons el següent gràfic:
Habitants censats

### Habitatges
El 2007 hi havia 186 habitatges, 143 eren l'habitatge principal de la família, 28 eren segones residències i 14 estaven desocupats. 180 eren cases i 5 eren apartaments. Dels 143 habitatges principals, 123 estaven ocupats pels seus propietaris, 19 estaven llogats i ocupats pels llogaters i 1 estava cedit a títol gratuït; 3 tenien una cambra, 15 en tenien dues, 31 en tenien tres, 39 en tenien quatre i 55 en tenien cinc o més. 90 habitatges disposaven pel capbaix d'una plaça de pàrquing. A 68 habitatges hi havia un automòbil i a 55 n'hi havia dos o més.

### Piràmide de població
La piràmide de població per edats i sexe el 2009 era:
| Homes | Edats   | Dones |
| ----- | ------- | ----- |
| 0     | 95 o +  | 0     |
| 0     | 90 a 94 | 4     |
| 0     | 85 a 89 | 0     |
| 0     | 80 a 84 | 8     |
| 12    | 75 a 79 | 20    |
| 12    | 70 a 74 | 4     |
| 12    | 65 a 69 | 12    |
| 4     | 60 a 64 | 0     |
| 20    | 55 a 59 | 12    |
| 12    | 50 a 54 | 8     |
| 12    | 45 a 49 | 20    |
| 16    | 40 a 44 | 12    |
| 0     | 35 a 39 | 16    |
| 4     | 30 a 34 | 4     |
| 4     | 25 a 29 | 4     |
| 24    | 20 a 24 | 0     |
| 8     | 15 a 19 | 24    |
| 12    | 10 a 14 | 0     |
| 16    | 5 a 9   | 12    |
| 4     | 0 a 4   | 0     |

## Economia
El 2007 la població en edat de treballar era de 187 persones, 134 eren actives i 53 eren inactives. De les 134 persones actives 124 estaven ocupades (66 homes i 58 dones) i 10 estaven aturades (5 homes i 5 dones). De les 53 persones inactives 30 estaven jubilades, 13 estaven estudiant i 10 estaven classificades com a «altres inactius».

### Ingressos
El 2009 a Saint-Hilaire-sur-Risle hi havia 143 unitats fiscals que integraven 322 persones, la mediana anual d'ingressos fiscals per persona era de 16.141 €.

### Activitats econòmiques
Dels 6 establiments que hi havia el 2007, 1 era d'una empresa alimentària, 2 d'empreses de construcció, 1 d'una empresa de comerç i reparació d'automòbils, 1 d'una empresa d'hostatgeria i restauració i 1 d'una empresa immobiliària.
Dels 2 establiments de servei als particulars que hi havia el 2009, 1 era una fusteria i 1 restaurant.
L'any 2000 a Saint-Hilaire-sur-Risle hi havia 8 explotacions agrícoles que ocupaven un total de 380 hectàrees.

## Poblacions més properes
El següent diagrama mostra les poblacions més properes.